# Lai King (métro de Hong Kong)
 (janvier 2019).
Si vous disposez d'ouvrages ou d'articles de référence ou si vous connaissez des sites web de qualité traitant du thème abordé ici, merci de compléter l'article en donnant les références utiles à sa vérifiabilité et en les liant à la section « Notes et références ».
Lai King est une station du Métro de Hong Kong. Elle connecte les lignes Tung Chung Line et Tsuen Wan Line. Elle se situe à proximité de l'île de Tsing Yi.
La station se trouve à la fois sous-terre et en surface. Les quais direction Tsuen Wan et Tung Chung sont exposés à la lumière du jour en plus de l'éclairage.